# Givaldo Barbosa
Givaldo Barbosa (* 25. ledna 1954, São Paulo, Brazílie) je bývalý brazilský profesionální tenista. Celkem na okruhu ATP vyhrál 3 turnaje ve čtyřhře.

## Finálové účasti na turnajích ATP (5)

### Čtyřhra - výhry (3)
| Č. | Datum         | Turnaj              | Povrch  | Partner     | Soupeři ve finále         | Výsledek       |
| 1. | listopad 1982 | Itaparica, Brazílie | koberec | João Soares | Thomaz Koch Jose Schmidt  | 7-6, 2-1 skreč |
| 2. | listopad 1983 | Bahia, Brazílie     | tvrdý   | João Soares | Ricardo Cano Thomaz Koch  |                |
| 3. | květen 1985   | Madrid, Španělsko   | antuka  | Ivan Kley   | Jorge Bardou Alberto Tous | 7-6, 6-4       |

### Čtyřhra - prohy (2)
| Č. | Datum         | Turnaj            | Povrch | Partner     | Soupeři ve finále                | Výsledek      |
| 1. | červenec 1984 | Gstaad, Švýcarsko | antuka | João Soares | Heinz Günthardt Markus Günthardt | 4-6, 6-3, 6-7 |
| 2. | květen 1985   | Forest Hills, USA | antuka | Ivan Kley   | Ken Flach Robert Seguso          | 5-7, 2-6      |